# At-Tur
At-Tur (La Montagna) è la cinquantaduesima Sura del Corano, una sura meccana composta da 49 versetti. Il nome della sura si riferisce alla montagna, uno dei segni della potenza di Allah menzionati nella sura. Questa sura tratta vari temi, inclusi la creazione, la resurrezione, la verità del Corano e l'avvertimento per gli increduli.

## Contenuto

### La Creazione e la Verità del Corano
Versetti 1-16: La sura inizia con un invito alla riflessione sulla creazione e sulla verità del Corano. Si afferma che il Corano è una rivelazione divina e che gli increduli saranno sorpresi dalla sua verità e dalla realtà del Giorno del Giudizio.

### L'Avvertimento per gli Increduli
Versetti 17-28: Si esprime un avvertimento per gli increduli che rifiutano di credere nella verità del Corano e nella resurrezione. Si descrive il destino dei popoli precedenti che hanno respinto i loro profeti e si avverte che gli increduli subiranno la stessa sorte.

### La Narrazione dei Popoli Precedenti
Versetti 29-32: Viene narrata la storia di popoli precedenti che hanno rifiutato i loro profeti e sono stati distrutti a causa della loro incredulità.

### La Ricompensa per i Credenti
Versetti 33-35: Si descrive la ricompensa per i credenti nel Giorno del Giudizio, con dettagli sulle scene del Paradiso e la gioia eterna dei credenti.

### L'Invito alla Riflessione
Versetti 36-49: Viene ribadito l'invito alla riflessione sulla creazione, sulla verità del Corano e sulla realtà del Giorno del Giudizio. Si avverte che gli increduli verranno sorpresi dalla loro negazione e saranno incapaci di sfuggire alla punizione di Allah.

## Analisi
La Sura At-Tur offre un invito alla riflessione sulla creazione, sulla verità del Corano e sulla realtà del Giorno del Giudizio. Attraverso la narrazione dei popoli precedenti e la descrizione del destino dei credenti e degli increduli, la sura avverte gli increduli che saranno sorpresi dalla loro negazione e saranno incapaci di sfuggire alla punizione di Allah.
Inoltre, la sura sottolinea che il Corano è una rivelazione divina chiara e veritiera e che gli increduli saranno sorpresi dalla sua verità e dalla realtà del Giorno del Giudizio. È un richiamo alla riflessione, alla fede e alla sottomissione alla volontà di Allah.